# Honger van Nasja
Honger van Nasja is een hoorspel van Wim Bischot, waarvoor hij in 1967 de ANV-Visser Neerlandia-prijs kreeg. De AVRO zond het uit op donderdag 13 juli 1967 (met een herhaling op donderdag 27 januari 1972). De regisseur was Dick van Putten. De uitzending duurde 55 minuten.

## Rolbezetting
- Guido de Moor (Johnny Carson)
- Fé Sciarone (Milly Solent)
- Frans Somers (kapitein Langfort)
- Willy Ruys (dominee Wilkins)
- Hans Karsenbarg (Dick Tender)
- Paul van der Lek (Mack Jenkins)
- Huib Orizand (sergeant Bever)
- Tine Medema (de hoofdverpleegster)
- Coen Pronk (de dokter)
- Nel Snel (een verpleegster)

## Inhoud
Johnny Carson is soldaat bij een Amerikaanse legereenheid in Vietnam. Hij heeft vrijwillig getekend en is opgeleid bij de “special forces”, de speciaal voor de strijd tegen de communistische rebellen opgeleide troepen. In z’n burgerleven is Johnny student in de economie. Volgens zijn sergeant is hij “een prima vent”. Volgens de rapporten is hij ook een prima soldaat. Na een gevaarlijke nachtelijke expeditie in het oerwoud wordt Johnny opgenomen in het hospitaal. Volgens de dokter heeft hij een shock, volgens de hoofdzuster is hij bang en volgens de kapitein simuleert hij. Vragen beantwoordt Johnny slechts met een knik. Verder doet hij er ‘t zwijgen toe. Er is iets met hem gebeurd, dat is duidelijk. Er was een Vietnamees meisje dat haar vrije tijd meestal in de bar doorbracht waar Johnny ook veel kwam. Dat meisje uit de bar heeft de belangstelling van de geheime dienst. De nacht van de gevaarlijke expeditie had de Vietcong een enorme val uitgezet. Die mislukte, maar soldaat Johnny werd vlak daarna doodziek van angst. ’s Nachts ijlde hij over een meisje. Was dat het meisje uit de bar?